# Sand de Feu
Sand de Feu (Sang de Feu, dt. „Blut des Feuers“) ist ein Gebiet im Quarter (Distrikt) Castries im Herzen des Inselstaates St. Lucia in der Karibik. 

## Geographie
Sand de Feu ist das Gebiet oberhalb des Tales des Roseau River im Herzen von St. Lucia zwischen Sarot (N), Labayee (NO), Ravine Poisson, Dame De Traversay (SW), Durandeau und Vanard.

## Klima
Nach dem Köppen-Geiger-System zeichnet sich Sand de Feu durch ein tropisches Klima mit der Kurzbezeichnung Af aus.